# Худайбердиєв Нармахонмаді Джурайович
Нармахонмаді Джурайович Худайбердиєв (10 лютого 1928, кишлак Ятак Джизацького повіту Самаркандського округу, тепер смт. Янгікишлак Фаріського району Джиззацької області, Узбекистан — 27 листопада 2011, Узбекистан) — радянський державний діяч, голова Ради міністрів Узбецької РСР, секретар ЦК КП Узбекистану, 1-й секретар Сурхандар'їнського і Сирдар'їнського обкомів КП Узбекистану. Кандидат у члени ЦК КПРС у 1961—1966 роках. Член ЦК КПРС у 1971—1986 роках. Депутат Верховної ради Узбецької РСР. Депутат Верховної Ради СРСР 6-го, 9—11-го скликань. Кандидат ветеринарних наук (1952), доцент (1954).

## Життєпис
Народився в селянській родині.
У 1943—1944 роках — завідувач відділу районного комітету ЛКСМ Узбекистану.
У 1944—1949 роках — студент, у 1949—1952 роках — аспірант Узбецького сільськогосподарського інституту імені Куйбишева. Одночасно в 1949—1950 роках — звільнений секретар комітету ЛКСМ Узбекистану Узбецького сільськогосподарського інституту імені Куйбишева.
Член ВКП(б) з 1948 по 27 липня 1986 року.
У 1952—1954 роках — асистент, доцент, секретар партійного бюро Узбецького сільськогосподарського інституту імені Куйбишева.
У 1954—1955 роках — помічник секретаря ЦК КП Узбекистану.
У 1955 році — заступник голови виконавчого комітету Бухарської обласної ради депуттатів трудящих Узбецької РСР.
У 1955—1957 роках — секретар Бухарського обласного комітету КП Узбекистану.
У 1957—1959 роках — завідувач сільськогосподарського відділу ЦК КП Узбекистану.
У 1959—1960 роках — 2-й секретар Бухарського обласного комітету КП Узбекистану.
У 1960 — 9 серпня 1961 року — заступник голови Ради міністрів Узбецької РСР.
У липні 1961 — грудні 1962 року — 1-й секретар Сурхандар'їнського обласного комітету КП Узбекистану.
20 грудня 1962 — 3 березня 1965 року — секретар ЦК КП Узбекистану.
Одночасно 20 грудня 1962 — 23 листопада 1964 року — голова Бюро ЦК КП Узбекистану із керівництва сільськогосподарським виробництвом.
4 березня 1965 — 4 лютого 1971 року — міністр сільського господарства Узбецької РСР.
23 січня — 27 лютого 1971 року — 1-й секретар Сирдар'їнського обласного комітету КП Узбекистану.
25 лютого 1971 — 19 листопада 1984 року — голова Ради міністрів Узбецької РСР.
З листопада 1984 року — персональний пенсіонер союзного значення в Ташкенті.
Був фігурантом так званої «узбецької бавовняної справи». Заарештований 23 лютого 1987 року. 6 вересня 1989 року судовою колегією у кримінальних справах першої інстанції Верховного суду СРСР був засуджений за хабарництво до 9 років позбавлення волі з відбуванням покарання у виправно-трудовій колонії посиленого режиму з конфіскацією майна і з позбавленням права обіймати посади, пов'язані з виконанням організаційно-розпорядчих чи адміністративно-господарських функцій строком на п'ять років. У березні 1991 року за рішенням Хамзінського районного народного суду міста Ташкента звільнений з-під варти.
Помер 27 листопада 2011 року в Узбекистані.

## Нагороди
- три ордени Леніна
- орден Жовтневої Революції
- два ордени Трудового Червоного Прапора
- медалі
- Указом Президента СРСР від 17 січня 1990 року в зв'язку із засудженням за тяжкий злочин позбавлений всіх державних нагород. Після здобуття незалежності Узбекистану, відповідно до указу президента Іслама Карімова, всі нагороди були повернуті.